# Hydatoscia carbania
Hydatoscia carbania là một loài bướm đêm trong họ Geometridae.